# Балка безіменна (Новомиколаївський район)
Балка безімена (охоронна зона 30 м) — ботанічний заказник місцевого значення. Об'єкт розташований на території Новомиколаївського району Запорізької області, на межі сівообігів №1 і №2.
Площа — 5,7 га, статус отриманий у 1992 році.